# Güinope
Güinope es un municipio del departamento de El Paraíso en la República de Honduras.Alcalde:Edil Espinal

## Toponimia
El topónimo Güinope es de origen mexicano y significa «En el agua de las palomas».
Límites
| Orientación | Límite                                                 |
| ----------- | ------------------------------------------------------ |
| Norte       | Municipio de San Antonio de Oriente, Francisco Morazán |
| Sur         | Municipio de San Lucas, El Paraíso                     |
| Este        | Municipio de Yuscarán, El Paraíso                      |
| Este        | Municipio de Oropolí, El Paraíso                       |
| Oeste       | Municipio de Maraita, Francisco Morazán                |

## Historia
En 1747, Güinope fue fundado por Esteban Rodríguez.

## Población
De acuerdo al censo oficial de 2013, tiene una población de 8.794 habitantes (estimado 2015). 

## La Ruta Naranja (EcoturismoGuinope)
Es una de las nuevas 30 maravillas de Honduras. Un recorrido por los diferente atractivos naturales del municipio comienza en la comunidad de Galeras, con sus centros turísticos Playa Blanca y El Triunfo; le sigue en ruta la comunidad de Santa Rosa, con sus cuevas; el casco histórico de Guinope y los atractivos naturales Los Cipreses y El Volcán.

### Fiesta patronal
Las fiestas patronales son celebradas en el mes de mayo en honor a San Isidro Labrador. 

### Festival de la Naranja
Entre sus tradiciones destaca el Festival de la Naranja que inició en 1981, celebración en la que se ofrecen diversos productos derivados de esta fruta cítrica.

## División Política
Aldeas: 10 (2013)
Caseríos: 64 (2013)
| Código | Aldea                               |
| ------ | ----------------------------------- |
| 070501 | Gúinope (la cabecera del municipio) |
| 070502 | Arrayanes                           |
| 070503 | Casitas                             |
| 070504 | Galeras                             |
| 070505 | Las Liquidámbar                     |
| 070506 | Lavanderos                          |
| 070507 | Mansaragua                          |
| 070508 | Pacayas                             |
| 070509 | Santa Rosa                          |
| 070510 | Silisgualagua                       |
|        | Lizapa                              |
|        | La Arocha                           |
|        | Ocotales                            |
|        | Loma Verde                          |